# Соломарский, Александр Иванович
Алекса́ндр Ива́нович Солома́рский (30 июня (12 июля) 1897, Ейск, Российская Империя — 12 июня 1980, Киев, СССР) — советский театральный актёр и режиссёр. Народный артист Казахской ССР (1943), Народный артист Украинской ССР (1951). Основатель Киевского ТЮЗа (1924) и Киевского театра кукол (1927).

## Биография
Работал в Театре Соловцова.
В 1924 году был приглашён на летний сезон в Одесский русский драматический театр. В ноябре 1924 года группа энтузиастов во главе с А. Соломарским и И. С. Деевой организовала Киевский Театр юного зрителя (ТЮЗ).
Работая там режиссёром, сотрудничал с театральным критиком В. А. Чаговцем и известным театральным режиссёром и педагогом А. Ф. Лундиным.
В постановке некоторых спектаклей принимал участие А. М. Бучма. Почти одновременно режиссёры работали «по Станиславскому» (И. Деева, В. Чужой), «по Курбасу» (А. Бучма), «по Мейерхольду» (А. Смирнов, А. Искандер).
Декорации спектаклей оформлял художник-конструктивист В.Татлин, с коллективом часто беседовали П. К. Саксаганский и А. П. Довженко.
П. К. Саксаганский рассказал коллективу ТЮЗа о самом первом театре для детей на Украине, который организовал на своем хуторе известный драматург, режиссёр и актёр Марк Кропивницкий.
С 1926 года Александр Соломарский — руководитель режиссёрской лаборатории, на основе которой в октябре 1927 года был создан первый кукольный театр на Украине (Киев), где он стал директором и художественным руководителем. В этом театре ставились спектакли на украинском языке («Музики» Глібова, «Катюзі по заслузі» и др.)..
В 1930 году Александр Иванович основал детский театр в Сталино (ныне Донецк). Со второй половины 1930 годов стал директором и художественным руководителем Саратовского ТЮЗа. С 1937 по 1939 год работал главным режиссёром Новосибирского театра «Красный факел». С 1939 по 1944 год стал главным режиссёром Русского театра в Алма-Ате. С 1944 по 1953 год работал главным режиссёром Одесского русского театра им. А. Иванова и вёл педагогическую работу в Одесском театральном училище.
В 1953—1961 гг. — главный режиссёр Киевского ТЮЗа.
В шестидесятых-семидесятых годах работал в Киевском театральном институте им. И. К. Карпенко-Карого. В последние годы жизни писал книгу воспоминаний «Шестьдесят лет в театре. Воспоминания режиссёра», которая вышла в свет через год после смерти Александра Ивановича, скончавшегося 12 июня 1980 года в Киеве. Похоронен на Байковом кладбище.

## Семья
- Жена — Кравченко Анна Львовна (1904—1987), директор ТЮЗа в г. Сталино (Донецк), заведующая литературной и педагогической частью в Саратовском ТЮЗе, заведующая литературной частью в Русском театре г. Алма-Ата.
- Сын — Соломарский Игорь Александрович (1935—2002), главный редактор издательства «Мистецтво», г. Киев
- Дочь — Соломарская Елена Александровна (1940), профессор кафедры французской филологии КНУ им. Т. Г. Шевченко

## Избранные постановки
- «Доходное место»
- «Бедность не порок»
- «Враги»
- «Егор Булычев и другие»
- «Ревизор»
- «Женитьба»
- «Три сестры»
- «Дядя Ваня»
- «Платон Кречет»
- «Фронт»
- «Человек с ружьём»
- «Нашествие»
- «В добрый час»
- «Неравный бой»
- «Сказка о Чугайстре»
- «Гимназисты»
- «Три толстяка»
- «Странный человек»
- «Дни юности»

## Публикации
- Шестьдесят лет в театре: Воспоминания режиссёра / А. И. Соломарский, 189 с. 1 л. портр. 17 см, Киев Мистецтво 1981[4]; книга вышла после смерти режиссёра.

## Награды
- Медаль «За трудовую доблесть» (24.11.1960).
- Народный артист Украинской ССР (1951).
- Народный артист Казахской ССР (1943).